# Río de la Pasión
Le Río de la Pasión est un fleuve du Guatemala situé au sud-ouest du département du Petén.
Il se jette dans le Río Usumacinta à son embouchure.